# ISO 3166-2:SG
کد ISO 3166-2:SG بخشی از استاندارد ایزو ۳۱۶۶ برای کشور سنگاپور است که توسط سازمان بین‌المللی استانداردسازی ISO تنظیم شده‌است این سازمان، کدهای استاندارد را برای تقسیمات کشوری (ایالت‌ها یا استان‌های) کشورهای فهرست شده در استاندارد ایزو ۳۱۶۶-۱ تعریف می‌کند.
هر کد شامل دو بخش می‌گردد که توسط علامت - جدا می‌گردند.
- بخش نخست SG که در ایزو ۳۱۶۶-۱ آلفا-۲ کد کشور سنگاپور است.
- بخش دوم شامل یک یا دو یا سه حرف است که بیان‌کننده استان یا ایالت کشور سنگاپور می‌باشد.

## کدها
| کدها  | منطقه                                    |
| ----- | ---------------------------------------- |
| SG-01 | Centrale                                 |
| SG-02 | North East Community Development Council |
| SG-03 | Nordoccidentale                          |
| SG-04 | Sudorientale                             |
| SG-05 | Sudoccidentale                           |